# François De Marneffe
François De Marneffe, né à Bruxelles le 19 janvier 1793 et mort à Saint-Josse-ten-Noode le 24 août 1877, est un peintre paysagiste, privilégiant les paysages historisants.

## Biographie
Né à Bruxelles le 19 janvier 1793, François De Marneffe reçut sa formation à l'Académie des beaux-arts de Bruxelles.
Il peignit également des paysages de la Forêt-Noire où il voyagea entre les années 1840 à 1844.
À côté de la peinture il était un excellent chanteur amateur et il fonda en 1820 à Bruxelles la première société chorale, centre également du philhellénisme.
François De Marneffe meurt, célibataire, à l'âge de 84 ans, en son domicile, rue Hydraulique no 6 à Saint-Josse-ten-Noode, le 24 août 1877.

## Sa famille
Le peintre François De Marneffe est le fils de Pierre-Joseph De Marneffe, marchand de tableaux, et d'Élisabeth Van Assche, sœur du peintre Henri Van Assche (1774-1841), issue d'une vieille famille de brasseurs bruxellois. Il est le frère du général belge Louis-Joseph De Marneffe (1789-1848) ainsi que d'Adèle De Marneffe épouse du peintre David-Chrétien Kuhne,, veuf en premières noces de Thérèse Marie Deprez, et dont la fille Philippine Anne Catherine Joséphine Kuhne avait épousé le notaire et député Joseph-Ferdinand Toussaint, parents du peintre Fritz Toussaint et de Léonie Toussaint épouse de l'architecte Joseph Poelaert.
Contrairement à ce qui est écrit dans ce résumé, la peintre Amélie van Assche ne lui est pas apparentée.

## Expositions
- Salon d'Anvers de 1834 : Jeune chasseur et son garde surpris par une averse[8].
- Salon de Bruxelles de 1836 : 
  - Charles II, roi d'Angleterre, dans la forêt de Boscobal[9].
  - Chasse aux chiens courants dans la Forêt de Soignes[9].
- Salon d'Anvers de 1837 : Une harde de cerfs surprise par des loups[10].
- Salon de Bruxelles de 1839 : La Forêt-Noire[11].
- Salon d'Anvers de 1840 : Une des Cascatelles de la Mürg[12].
- Salon de Bruxelles de 1842 : Charles Quint et Mouley Hassan forçant un sanglier dans la forêt de Soignes[13].
- Salon de Bruxelles de 1845 : Solitude[14].
- Salon d'Anvers de 1846 : 
  - La Forêt de Fontainebleau, soleil couchant[15].
  - La Forêt de Fontainebleau, le matin[15].
- Salon de Bruxelles de 1848 : Une Cascatelle, récompensé d'une médaille de vermeil[16].
- Salon d'Anvers de 1849 : Paysage des environs de Bruxelles, près d'Uccle[17].
- Salon de Bruxelles de 1851 : Paysage[18].
- Salon d'Anvers de 1852 :
  - Vue d'Allemagne en automne[19].
  - Un moulin sur une anse de l'Escaut[19].
- Salon d'Anvers de 1855[20] :
  - Vue de l'endroit dit Molendam à Schaerbeek.
  - Vue de l'endroit dit Groote Boschweg à Schaerbeek.
  - Le Village d'Ebersteinberg sur le Rhin.
  - Une Bruyère, à l'approche de l'orage.
- Salon d'Anvers de 1858 : Paysage à Laeken[21].
- Salon d'Anvers de 1861[22] :
  - Le Premier lever d'une compagnie de perdreaux.
  - L'Arrêt, scène de chasse.
  - Jeune villageois tenant en laisse un couple de chiens.
- Salon d'Anvers de 1864[23] :
  - Chêne et hêtre séculaires de la Forêt-Noire.
  - Le Sentier de Notre Seigneur à Laeken.
  - Hiver, effet de givre.
- Salon d'Anvers de 1867 : Chênes et hêtres de la Forêt-Noire[24].
- Salon d'Anvers de 1870[25] :
  - Portrait du lieutenant-général de Marneffe, dessin au fusain.
  - Au Bord du lac (Allemagne), dessin au fusain.

## Muséographie
- Musée des beaux-arts de Courtrai : L'Ermite trouve Liederic, scène tirée des Annales de Flandre du chroniqueur Jean D'Oudegherst.